# Kronologija Domovinskog rata: listopad 1992.

### 1. listopada
- U Karlovac stiglo 1.600 Hrvata i Muslimana - logoraša iz srpskih koncentracionih logora u Bosni i Hercegovini: Trnopolja, Omarske i Manjače.[1]
- Direktor UNPROFOR-a za civilne poslove Cedric Thornberry upozorio u Beogradu na povratak terorizma u UNPA sektoru Istok.[1]
- Slovenija i Bosna i Hercegovina uspostavile diplomatske odnose.[1]
- Hrvatska i Egipat potpisali u New Yorku ugovor o uspostavi potpunih diplomatskih odnosa.[1]
- Znam da ima pojava da naši milicionari noću pljačkaju i ubijaju, a danju dolaze na posao i vode istragu o tim svojim zločinima, tvrdi predsjednik izvršnog vijeća općine Beli Manastir na skupštini republike srpske krajine u Borovu Naselju.[1]

### 2. listopada
- Američki predsjednik George Bush traži od Vijeća sigurnosti UN uspostavu zone zabrane letova nad Bosnom i Hercegovinom.[1]
- Nakon što su oslobođena 1684 zatočenika iz srpskih konclogora, potpredsjednik hrvatske Vlade dr. Mate Granić izjavio da očekuje puštanje još najmanje 6.000 zatočenika.[1]
- Prognanici iz Baranje umorni od zahvala UNPROFOR-a na razumijevanju i strpljenju insistiraju da se osiguraju uvjeti za njihov povratak kućama.[1]
- U Zadar stigla još jedna grupa prognanih Hrvata iz benkovačke općine.[1]
- Srpski separatisti iz BiH proglasili srpsko Sarajevo.[1]

### 3. listopada
- Parlamentarna skupština Europskog savjeta zatražila da se skine embargo na prodaju oružja BiH kako bi joj se omogućilo da se obrani od genocida.[1]
- Beograd mora priznati službene granice Hrvatske i BiH, rekao u Strasbourgu lord David Owen.[1]
- Britanski novinari otkrili u BiH još jednu vrstu četničkih zločina: istrebljivanje intelektualaca.[1]
- Prema navodima izraelskog dnevnika Ha'aretz, Srbija je uspjela financijskim malverzacijama prisvojiti svih 4,5 milijardi dolara rezervi čvrste valute koje su pripadale svim državama bivše Jugoslavije.[1]

### 4. listopada
- Lord Owen pred Europskim savjetom u Strasbourgu izjavio da zločini protiv čovječnosti ne smiju ostati nekažnjeni i da nema promjene granica silom.[1]
- UN najavljuju tri nove rezolucije posvećene krizi na prostorima bivše Jugoslavije: o otkrivanju i kažnjavanju ratnih zločinaca, o zaštiti neba iznad BiH od srpskih zrakoplova i o dodatnim mjerama za osiguravanje dosljedne provedbe plana UNPROFOR-a u Hrvatskoj.[1]

### 6. listopada
- Nakon silovite ofenzive četnici zauzeli Bosanski Brod. Ovaj se nadnevak uzima za dne pada Bosanske Posavine.Ante B.: Na današnji dan 1992. – Pad Bosanske Posavine (VIDEO)  Kamenjar.com. 6. listopada 2019. Pristupljeno 24. listopada 2019.[1]
- Prognanici nezadovoljni postupcima UNPROFOR-a u Istočnom sektoru, jer stalno odgađa provedbu Mirovnog plana.[1]
- Nalazimo se u golemom konclogoru, izjavio za austrijski radio gradonačelnik Goražda Hadžo Efendić.[1]
- Lord Owen, supredsjedatelj Mirovne konferencije, izjavio da je neodrživ srpski krvavi san o velikoj Srbiji, od kojeg moraju odustati i Srbi u Hrvatskoj i Bosni.[1]
- Bonnski Die Welt donio šokantno izvješće o zlodjelima vojnika UNPROFOR-a: plave kacige siluju u Bosni![1]

### 7. listopada
- Na današnji dan jugoslavenski zrakoplovi raketirali Banske dvore u Zagrebu i pokušali ubiti predsjednika Republike Hrvatske dr. Franju Tuđmana.[1]
- Vijeće sigurnosti UN donijelo dvije rezolucije, 779 ovlašćuje UNPROFOR da nadgleda demilitarizaciju Prevlake i povlačenje teškog naoružanja u susjednom području, te prihvaća Ghalijevo izvješće u kojem se osuđuje nastavak etničkog čišćenja što ga provode srpske paravojne snage u UNPA zonama u Hrvatskoj. Rezolucijom 780 uspostavljena komisija za ispitivanje ratnih zlodjela na prostoru bivše Jugoslavije.[1]

### 8. listopada
- Vijeće sigurnosti prihvatilo SAD i Španjolsku kao vojne sudionike UNPROFOR-a.[1]
- Hrvatski biskupi iz Hrvatske i BiH prosvjeduju zbog nečovještva u Bosni i Hercegovini.[1]
- Iz Baranje u posljednja dva mjeseca protjerana 181 osoba nesrpske nacionalnosti.[1]

### 9. listopada
- Vijeće sigurnosti UN Rezolucijom 781 odredilo uspostavljanje zone zabrane letova iznad BiH, čime bi trebali biti prizemljeni svi srpski zrakoplovi.[1]
- Dok UNPROFOR tvrdi da povratak prognanog hrvatskog pučanstva nije moguć, Srbi se uveliko vraćaju u ružičastu zonu i naseljavaju hrvatski grad Drniš.[1]
- Mirovne snage UN uskoro će početi kontrolirati međunarodno priznate granice Republike Hrvatske, izjavio novinarima u Zagrebu direktor UNPROFOR-a za civilne poslove Cedric Thornberry.[1]
- Hrvatska uspostavila diplomatske odnose s Venezuelom.[1]
- Na Prevlaku stigli europski promatrači koji će promatrati povlačenje vojske SR Jugoslavije.[1]

### 10. listopada
- Unatoč zabrani letenja nad BiH srpski borbeni zrakoplovi bombardirali bosanskohercegovački grad Gradačac, što je otvoreni srpski izazov Ujedinjenim narodima.[1]
- Zapovjednik srpskog zrakoplovstva u BiH objavio na beogradskoj TV da se ne namjerava držati nikakvih zabrana vojnih letova u zračnom prostoru BiH iz Rezolucije 781 Vijeća sigurnosti UN.[1]
- Američki veleposlanik u UN Edward Perkins izjavio da će se SAD pobrinuti da se rezolucija o zabrani leta iznad BiH ostvari, pa makar i silom.[1]
- Srbijanski predsjednik Slobodan Milošević, u intervjuu beogradskoj televiziji, osudio sporazum koji su nedavno u Ženevi potpisali hrvatski predsjednik dr. Franjo Tuđman i jugoslavenski predsjednik Dobrica Ćosić.[1]

### 11. listopada
- Nakon pada Bosanskog Broda, u Hrvatsku krenuo novi val izbjeglica iz BiH.[2]
- Gradačac odolijeva silovitoj srpskoj ofenzivi, a branitelji prijete, da će, bude li novih napadaja agresorovih zrakoplova, upotrijebiti u obrani cisterne s klorom.[2]
- Pripadnike francuskog bataljuna UNPROFOR-a u Drnišu, ručnim bombama i strojnicama, napali kninski teroristi,priopćilo zapovjedništvo francuskog bataljuna, te tako odbacilo sve glasine da su to učinili hrvatski branitelji.[2]

### 12. listopada
- Republika Hrvatska i Savezna Republika Jugoslavija potpisale u Ženevi dogovor o postavljanju promatrača EZ i UN na uzletišta i zrakoplovne luke zemalja potpisnica.[2]
- Jugoslavenska vojska započela povlačenje iz Konavala, izjavio predstavnik Promatračke misije EZ u Zagrebu Chris Poole.[2]
- Branitelji Brčkog kod sela Gorice uspjeli presjeći srpski koridor koji spaja Srbiju s bosanskom i kninskom krajinom.[2]
- Tzv. SRJ isključena iz UNESCO-a.[2]
- BiH može postojati samo kao zajednica svih triju naroda, koji će morati biti teritorijalno definirani, izjavio u intervjuu za BBC hrvatski predsjednik dr. Franjo Tuđman.[2]

### 13. listopada
- Uskoro će doći do potpisivanja ugovora o prijateljstvu i suradnji između Hrvatske i Slovenije, rekao novinarima u Zagrebu hrvatski predsjednik dr. Franjo Tuđman nakon jednodnevnog posjeta Sloveniji.[2]
- U mirnim prosvjednim demonstracijama na Kosovu za obranu škole na albanskom jeziku srbijanska policija ozlijedila više od 400 Albanaca.[2]

### 16. listopada
- Prije godinu dana poginuo je Blago Zadro, zapovjednik obrane Borova Naselja. Predsjednik Republike Hrvatske dr. Franjo Tuđman ukazom posmrtno promovirao Blagu Zadra u general-bojnika HV, a u Zagrebu u spomen na ovog junaka obrane Vukovara održana misa zadušnica.[2]
- U Skupštini tzv. SR Jugoslavije politički otac Slobodana Miloševića Dobrica Ćosić kritizirao srbijanski režim za opstrukciju njegova Ženevskog sporazuma s Tuđmanom, a time i Vanceovog plana.[2]
- Razmjerno broju stanovništva, do 1945. najviše je Hrvata bilo u antifašističkoj borbi na području bivše Jugoslavije. Daleko više nego Srba! Nije istina da je Srbija bila protiv okupatora, Srbijom su 95 posto vladali kvislinzi. Postojali su neki mali partizanski odredi, priča za Večernji list partizanski pukovnik Vladimir Dapčević, informbiroovac, koji je proveo više od 21 godinu u logorima Jugoslavije, a danas živi u Bruxellesu.[2]
- Američki predsjednik George Bush potpisao zakon kojim se Jugoslaviji ukida status najpovlaštenije nacije. Tim se zakonom ukida povlašteni status za Srbiju i Crnu Goru.[2]

### 17. listopada
- Šefovi vlada 12 zemalja EZ u Birminghamu poduprli sve međunarodne sankcije protiv srpskih agresora, a zahtijevat će od Vijeća sigurnosti UN vojne mjere bude li se kršila zračna blokada BiH.[2]
- Novi napad na Tuđmana i Hrvatsku, objavljen ovog puta u izraelskom listu Ha'arec iz pera dr. Menachema Shelacha, koji po već oprobanom krivotvoriteljskom srpskom receptu, knjigu hrvatskog predsjednika Bespuća naziva, ni manje ni više, kopijom poznate antisemitske krivotvorine Protokola cionskih mudraca.[2]
- U Travniku dosadašnje hrvatske zajednice - bosanske Posavine, Usore, srednje Bosne, Soli i Sarajeva - pristupile u jedinstvenu Hrvatsku zajednicu Herceg-Bosna.[2]

### 18. listopada
- Prema Radiju Crna Gora, koji prenosi Tanjugovu obavijest, jugovojska se povukla s juga Hrvatske, iz Konavala, Cavtata i Prevlake, a posljednji tenk s jugoslavenskom zastavom prešao preko graničnog prijelaza danas u 11,30 sati.[2]
- Američki mediji traže od Bijele kuće odlučnu akciju za zaustavljanje rata na prostoru Bosne i Hercegovine, a najžešća kritika uperena je prema Georgeu Bushu i State Departmentu.[2]

### 19. listopada
- Naredbom predsjednika Republike Hrvatske dr. Franje Tuđmana demobilizirano 40.000 pripadnika rezervnog sastava Hrvatske vojske.[2]
- U Slavonskom Brodu protekao 200-ti dan neprekidne opće opasnosti.[2]
- Unatoč zamjeni časničkog kadra UNPROFOR-a, nastavljaju se progoni Hrvata iz Baranje.[2]
- Prvi hrvatski veleposlanik u Rusiji Niko Bezmalinović predao u Moskvi vjerodajnice.[2]
- Ćosić i Izetbegović na sastanku u Ženevi zajedničkom izjavom priznali nepovredivost postojećih granica.[2]
- U Njemačke luke Hamburg, Bremen i Brake uplovljuju brodovi iz Srbije i Crne Gore pod malteškom zastavom, što je kršenje embarga UN protiv ostatka Jugoslavije, javlja TV-mreža WDR.[2]

### 20. listopada
- Na pregovorima u Ženevi Tuđman i Ćosić dogovorili normalizaciju odnosa Republike Hrvatske i SR Jugoslavije i otvaranje ureda za vezu u Zagrebu i Beogradu.[2]
- Skandal srpskih pregovarača u Ženevi: dva sata nakon postignutog sporazuma između SR Jugoslavije i Republike BiH o normalizaciji odnosa na temelju uzajamnog priznanja, kada je trebalo staviti potpis, Ćosiću naglo pozlilo.[2]
- Majke 2.600 nestalih vukovarskih branitelja i civila koji su odvedeni u nepoznatom smjeru nakon pada Vukovara 18. studenog 1991. pišu svjetskim uglednicima za spas njihovih sinova iz srpskih konc-logora.[2]
- U Novom Travniku, nakon agresije Muslimanskih snaga BiH na postrojbe HVO, poginulo pet hrvatskih vojnika a 22 su ranjena. Muslimani pobili 17 Hrvata civila, priopćuje HVO Herceg-Bosne.[2]
- Hrvatska uspostavila diplomatske odnose s Kazahstanom.[2]

### 21. listopada
- Predsjednik BiH Alija Izetbegović optužio u Ženevi za sukobe između Muslimana i Hrvata u blizini Novog Travnika i Viteza neke radikalne hrvatske snage koje nastoje stvoriti državu u državi.[3]
- Europska zajednica u otvorenom pismu upozorava Miloševića na moguću vojnu odmazdu ako ne zaustavi zračne napade, etničko čišćenje i ostale strahote u BiH.[3]

### 22. listopada
- Predsjednik Republike Hrvatske dr. Franjo Tuđman primio u Zagrebu vjerodajnice veleposlanika Ruske Federacije Leonida Keresteđijanca.[3]
- Misija posebnog izvjestitelja UN za praćenje kršenja ljudskih prava Tadeusza Mazowieckog otkrila masovne grobnice žrtava izvan sudskog smaknuća u području Vukovara.[3]
- Ratne štete Hrvatske željeznice iznose milijardu dolara.[3]
- U Bosni poginulo 100.000 ljudi, ranjeno ih je oko 150.000, a oko 50.000 Muslimanki i Hrvatica je silovano, kazao novinarima u Zagrebu predstavnik MUP-a BiH Mugdim Galijašević.[3]
- SAD osudile izbijanje borbi između Hrvata i Muslimana u BiH, no navode kako Srbi i dalje snose najveću krivicu za rat na području bivše Jugoslavije.[3]

### 23. listopada
- Četnici na području Bihaća razorili 30 muslimanskih džamija i 3 katoličke crkve.[3]
- UNICEF pokrenuo veliku akciju Tjedna mira za djecu Bosne i Hercegovine, kojoj je na čelu poznata filmska glumica Audrey Hepburn.[3]
- Nezamislivo je da bi se sankcije protiv Beograda mogle ukinuti dok se god Bosna i Hercegovina nasilno dijeli na tri dijela i dok se ne zaustavi etničko čišćenje, drugim riječima genocid, rekao u Ženevi lord David Owen.[3]
- Politika etničkog čišćenja postigla je cilj, izjavio u Ženevi Tadeusz Mazowiecki.[3]

### 24. listopada
- Hrvatska i dalje zbrinjava oko 750.000 prognanika i izbjeglica.[3]
- U zadarskom vojnom tužilaštvu dosad podnijete kaznene prijave protiv 1080 osoba.[3]

### 25. listopada
- Etnička podjela Bosne vjerojatna - izjavio Reuteru i New York Timesu predsjednik BiH Alija Izetbegović.[3]
- U Zagrebu održana obnoviteljska skupština Hrvatskog kulturnog društva Napredak iz Sarajeva, nakon više desetljeća zabrane.[3]
- Komisija UN za istraživanje ratnih zločina trebala bi dvije godine da istraži podatke o zločinima koji su učinjeni u bivšoj Jugoslaviji, izjavio njezin predsjedatelj Nizozemac Fritz Kalshoven.[3]
- Rat na Balkanu i Kosovo - gordijski čvor Balkana naslovi su najnovijih knjiga o brutalnoj srpskoj agresiji na Hrvatsku i BiH, te o srpskom teroru na Kosovu, izašlih u Austriji.[3]

### 26. listopada
- Urednici BBC-a dobili dokument o namjeri zemalja Europske zajednice da uskrate pružanje utočišta prognanim žrtvama rata u bivšoj Jugoslaviji.[3]
- Bosna i Hercegovina, po Nacrtu ustava BiH kojeg predlažu Vance i Owen, sastojala bi se od deset decentraliziranih dijelova, ali bila bi jedinstvena, sa središnjom vladom u Sarajevu.[3]
- Nepoznavanje hrvatske povijesti i Hrvate bilo je programirano i organizirano, jer su u Francusku dolazile uglavnom srpske delegacije, rekao na Prvom francusko-hrvatskom forumu na Brijunima francuski ambasador u Hrvatskoj Georges-Marie Chenu.[3]
- Hrvatska vojska protjerala četnike s konavoskih brda, koja su oni zauzeli nakon povlačenja vojske tzv. SRJ.[3]

### 27. listopada
- Okupacijske vlasti iz Knina ne dozvoljavaju prognanicima da za Dan mrtvih obiđu groblja.[3]
- BiH vidimo kao modernu demokratsku državu sastavljenu od tri konstitutivna naroda i tri konstitutivne jedinice, rekao na konferenciji za novinare u Mostaru glasnogovornik HVO Božo Raić.[3]
- Demilitarizacija poluotoka Prevlaka završila potpunim povlačenjem Jugoslavenske vojske s hrvatskog teritorija, izjavio glavni tajnik UN Boutros Ghali.[3]
- Međunarodne gospodarske sankcije uvedene protiv Srbije krše se prometom na Dunavu i kamionskim prometom, stoji u izvješću američkog Senata, koji zato predlaže zabranu tranzitnog prometa preko Srbije za robu upućenu u BiH ili Hrvatsku.[3]
- Ambasador Njemačke u Zagrebu dr. Horst Weisl demantirao vijesti objavljene u nekim javnim glasilima da je njemački ministar vanjskih poslova Klaus Kinkel izjavio u svom pismu Vanceu i Owenu da i u Hrvatskoj postoje logori za ratne uhićenike, te da je u njima situacija praktički ista kao i u takvim srbijanskim logorima u BiH.[3]
- Prvi veleposlanik Republike Hrvatske u Velikoj Britaniji prof. dr. Željko Bujas predao svoje akreditive predstavniku Foreign Officea.[3]
- Britanska Nezavisna televizija optužila zloglasnog Željka Ražnatovića Arkana da je sa svojom privatnom vojskom ubijao hrvatske i muslimanske civile, uključujući žene i djecu.[3]

### 28. listopada
- U silovitoj eksploziji u Bosanskom Brodu srušena katolička crkva Sv. Ilije.[3]
- Nakon britanske emisije o zlodjelima Željka Ražnatovića Arkana, TV-optužnica poslana u Ujedinjene narode.[3]
- U Ženevi predstavljen tekst Nacrta ustava BiH, kojim je odbijen model triju zasebnih, etničko-vjerski utemeljenih država.[3]

### 29. listopada
- Da nije bilo pobjeda Hrvatske vojske na svim bojištima u Hrvatskoj ne bismo u pregovorima postigli ono što smo postigli, ne bi nas Europa i čitav svijet priznali, ne bismo imali na svojoj strani i mirovne snage UN, rekao u oslobođenom Dubrovniku predsjednik Republike Hrvatske dr. Franjo Tuđman.[3]
- Na Južnom bojištu borila se i pobijedila cijela Hrvatska, izjavio u Dubrovniku general zbora Janko Bobetko, a predsjednik Republike dr. Franjo Tuđman dodao da su hrvatski branitelji pod zapovjedništvom generala Bobetka izvršili povijesnu zadaću obranivši južni dio domovine od Neretve do Prevlake.[3]
- U pismu predsjedniku BiH Aliji Izetbegoviću hrvatski predsjednik dr. Franjo Tuđman upozorava kako je krajnje vrijeme da se neki muslimanski političari otrijezne u svojim shvaćanjima o nekakvoj građanskoj BiH.[3]
- Kompletna arhivska dokumentacija Nezavisne Države Hrvatske i dokumenti o NDH predani iz Ministarstva unutarnjih poslova Republike Hrvatske Arhivu Hrvatske.[3]
- Stručnjak UN za sudsku medicinu dr. Clyde Snow izjavio da sve ukazuje na to da je pokraj Vukovara otkrio masovnu grobnicu u kojoj su tijela Hrvata koje su iz gradske bolnice odveli pripadnici jugoslavenske armije i srpskih paravojnih skupina.[3]
- Lord Owen izjavio u Londonu kako bi bivša Jugoslavija mogla postati drugi Libanon, ako se zaraćene strane ne suglase s nacrtom novog Ustava BiH.[3]

### 30. listopada
- Hrvatski predsjednik dr. Franjo Tuđman razgovarao u Zagrebu s predsjedateljima mirovne konferencije Cyrusom Vanceom i lordom Davidom Owenom, te istakao kako je Republika Hrvatska životno zainteresirana da nastupi mir u BiH.[3]
- Srbi osvojili Jajce. Za pad tog starog srednjovjekovnog hrvatskog grada glasnogovornik HVO Božo Raić optužio ekstremne muslimanske snage koje su spriječile da pojačanje stigne u Jajce na vrijeme.[3]

### 31. listopada
- Hrvati i Muslimani načelno prihvaćaju prijedlog Nacrta ustava BiH, izjavili nakon odlaska iz Zagreba u Ženevu Cyrus Vance i lord David Owen.[3]